# Moed en vertrouwen (verzetsblad)
Moed en vertrouwen was een verzetsblad uit de Tweede Wereldoorlog, dat vanaf augustus 1943 tot en met 4 september 1944 in Maasbree werd uitgegeven. Het blad verscheen aanvankelijk wekelijks, maar vanaf december 1943 onregelmatig in een oplage tussen de 80 en 2000 exemplaren. Het werd gehectografeerd tot eind 1943, gestencild van januari 1944 tot 15 augustus 1944, daarna gedrukt en de inhoud bestond voornamelijk uit opinieartikelen. 
Na de bevrijding van Maasbree - dat tot de eerste bevrijde plaatsen in Nederland behoorde - werd de uitgave als neutraal democratisch weekblad voortgezet.

## Betrokken personen
Het blad werd uitgegeven door H. Schouten, een ondergedoken officier uit Voorburg, en de eveneens in Maasbree ondergedoken dr. M. Lensen uit Venlo. De voornaamste medewerkster was mej. A. Jacobs; de boerderij van haar vader was het centrum van alle activiteit die aan het vervaardigen van Moed en Vertrouwen was verbonden. 
Van dit weekblad was ook een editie voor Zuid-Limburg en die verscheen elke zaterdag. Hoofdredacteur was Ch. van Amstel en zijn bureau was gevestigd op de Hommerterweg 16 in Hoensbroek. Losse nummers kostten 15 cent in november 1944. 